# Гајец
Гајец је насеље у саставу Града Загреба. Налази се у четврти Сесвете. До територијалне реорганизације у Хрватској налазио се у саставу старе загребачке приградске општине Сесвете.

## Становништво
На попису становништва 2011. године, Гајец је имао 311 становника.

## Попис1991.
На попису становништва 1991. године, насељено место Гајец је имало 256 становника, следећег националног састава:
| Попис 1991.‍  | Попис 1991.‍  | Попис 1991.‍ | Попис 1991.‍ | Попис 1991.‍ |
| ------------ | ------------ | ----------- | ----------- | ----------- |
|              |              |             |             |             |
| Хрвати       | Хрвати       |             | 246         | 96,09%      |
| Немци        | Немци        |             | 3           | 1,17%       |
| Срби         | Срби         |             | 2           | 0,78%       |
| Македонци    | Македонци    |             | 1           | 0,39%       |
| неопредељени | неопредељени |             | 1           | 0,39%       |
| непознато    | непознато    |             | 3           | 1,17%       |
| укупно: 256  |              |             |             |             |